# Katedra świętych Sergiusza i Bakchusa w Rzymie
Katedra świętych Sergiusza i Bakchusa (wł. Chiesa cattedrale dei Santi Sergio e Bacco degli Ucraini) − katolicki kościół obrządku bizantyjsko-ukraińskiego w Rzymie przy Via degli Zingari w rione Monti.
Obecnie kościół Sergiusza i Bakchusa jest świątynią narodową Ukraińców w Rzymie. W kościele wyposażonym w ikonostas odprawiane są nabożeństwa w obrządku bizantyjsko-ukraińskim. Parafię erygował 8 września 1970 kard. Angelo Dell’Acqua.
Patronami świątyni są męczennicy syryjscy, dwaj żołnierze z czasów rzymskich, zamordowani za cesarza Dioklecjana w 303.
Kościół został wymieniony w 796 w jednej z biografii papieża Leona III jako Oratium sanctorum Sergi et Bacchi quod ponitur in Calinico. W IX i XI wieku wymieniany był jako Ecclesia s. Sergii in Suburra. W ciągu wieków papieże powierzali oratorium różnym konwentom i monasterom. W XVII wieku Urban VIII oddał je definitywnie w ręce mnichów z Zakonu Bazylianów Świętego Jozafata, którzy opiekują się nim do dziś.
W 1718 na murze w pobliżu zakrystii odkryto wizerunek Madonny. W 1730 umieszczono go w ołtarzu głównym kościoła. Od tego czasu kościół nazywano również La Madonna del Pascolo (pol. Madonna na Pastwisku). Odkrycie wizerunku przyczyniło się do sfinansowania przez wiernych prac restauracyjnych w świątyni w 1741.
W latach 678-1587 świątynia była jednym z kardynalskich kościołów tytularnych. Diakonię ustanowił papież Agaton, zniósł Sykstus V. Poniżej lista kardynałów diakonów od XII wieku:
- Aldo da Ferentino (ok. 1109-1121)
- Gregorio Tarquini (1123-1145)
- Cinzio (1145-1147)
- Grecus (1149)
- Giovanni Gaderisio (1150-1158)
  - Berard (1159-1166), kardynał obediencji wiktoryńskiej
- Witeliusz OSB (1165-1175)
  - Guilielmus (ok. 1172-1173), kardynał obediencji wiktoryńskiej
- Paolo Scolari (1179-1180)
- Ottaviano di Paoli (1182-1189)
- Lotario Conti di Segni (1190-1198)
- Ottaviano Conti di Segni (1206-1234)
- Gabriele Rangone OFM, kardynał prezbiter pro hac vice (1477-1486)
- Maffeo Gherardi OSBCam, kardynał prezbiter pro hac vice (1492)
- Giuliano Cesarini (1493-1503)
- Francisco Desprats, kardynał prezbiter pro hac vice (1503-1504)
- Gianstefano Ferrero, kardynał prezbiter pro hac vice (1505-1510)
- Alessandro Cesarini (1517-1523)
- Odet de Coligny de Châtillon (1533-1549)
- Vitellozzo Vitelli (1557-1559).

11 lipca 2019 kościół został ustanowiony katedrą nowo powstałego egzarchatu apostolskiego Włoch.